# Fuentes de León
Fuentes de León je španělské město situované v provincii Badajoz (autonomní společenství Extremadura).

## Poloha
Obec je vzdálena 117 km od města Badajoz. Patří do okresu Tentudía a soudního okresu Fregenal de la Sierra.

## Historie
V roce 1834 se obec stává součástí soudního okresu Fregenal de la Sierra. V roce 1842 čítala obec 722 usedlostí a 2 920 obyvatel.

## Odkazy

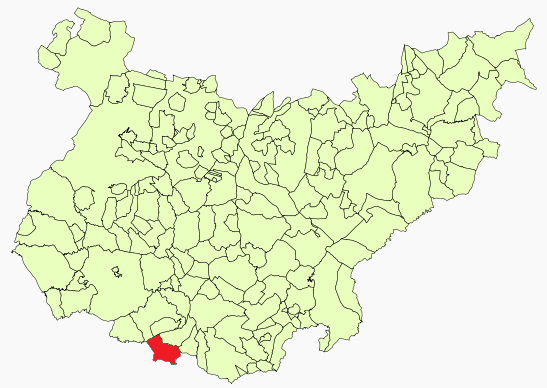
Poloha obce v provincii Badajoz

## Demografie
| Populace obce Fuentes de León z let (1842–2010) | Populace obce Fuentes de León z let (1842–2010) | Populace obce Fuentes de León z let (1842–2010) | Populace obce Fuentes de León z let (1842–2010) | Populace obce Fuentes de León z let (1842–2010) | Populace obce Fuentes de León z let (1842–2010) | Populace obce Fuentes de León z let (1842–2010) | Populace obce Fuentes de León z let (1842–2010) | Populace obce Fuentes de León z let (1842–2010) | Populace obce Fuentes de León z let (1842–2010) | Populace obce Fuentes de León z let (1842–2010) | Populace obce Fuentes de León z let (1842–2010) | Populace obce Fuentes de León z let (1842–2010) | Populace obce Fuentes de León z let (1842–2010) | Populace obce Fuentes de León z let (1842–2010) | Populace obce Fuentes de León z let (1842–2010) | Populace obce Fuentes de León z let (1842–2010) | Populace obce Fuentes de León z let (1842–2010) |
| ----------------------------------------------- | ----------------------------------------------- | ----------------------------------------------- | ----------------------------------------------- | ----------------------------------------------- | ----------------------------------------------- | ----------------------------------------------- | ----------------------------------------------- | ----------------------------------------------- | ----------------------------------------------- | ----------------------------------------------- | ----------------------------------------------- | ----------------------------------------------- | ----------------------------------------------- | ----------------------------------------------- | ----------------------------------------------- | ----------------------------------------------- | ----------------------------------------------- |
| 1842                                            | 1857                                            | 1860                                            | 1877                                            | 1887                                            | 1897                                            | 1900                                            | 1910                                            | 1920                                            | 1930                                            | 1940                                            | 1950                                            | 1960                                            | 1970                                            | 1981                                            | 1991                                            | 2001                                            | 2010                                            |
| 2 920                                           | 2 950                                           | 3 085                                           | 3 675                                           | 4 020                                           | 4 128                                           | 4 218                                           | 4 539                                           | 4 778                                           | 5 004                                           | 4 938                                           | 4 965                                           | 5 001                                           | 3 699                                           | 3 142                                           | 2 960                                           | 2 719                                           | 2 542                                           |